# Beyler Eyyubov
Baylar Eyyubov est un colonel général, chef du service de sécurité du président de la République d'Azerbaïdjan et le premier chef adjoint du Service spécial de protection de la République d'Azerbaïdjan.

## Biographie
Baylar Eyyubov est né le 10 mars 1951 à Chirazli. Parmi les gens, son surnom est "Khalo". "Khalo" signifie oncle en kurde.

## Prix
- Ordre de Charaf[2]
- Médaille du 100e anniversaire de l'armée azerbaïdjanaise
- Ordre du Service pour la Patrie
- Ordre du drapeau azerbaïdjanais